# Пасічник Митро Ількович
Пасічник Митро Ількович (5 листопада 1902, Вишнів — 14 квітня 1978, Філадельфія ) — український поет, письменник.

## З біографії
Народився 5 листопада 1902 у селі Вишнів Рогатинського повіту (Галичина) в багатодітній родині. У ранньому віці залишився без матері, виховувався в родині дядька.
Закінчив школу, вступив до гімназії у Коломиї), проте навчання перервала війна. Спочатку працював у батьковому господарстві, потім вступив до лав УГА. Був поранений. Після війни закінчив учительську семінарію в Харкові, працював у Первомайську на Херсонщині (нині Миколаївська область). Щоб уникнути переслідування, повернувся в Галичину. Учителював, був бібліотекарем читальні «Просвіти», одним із організаторів драматичного гуртка.
У 1927 році емігрував до США і там продовжив педагогічну діяльність. Працював також детективом у відділі «Крайм Превеншин Юніт».

## Творчість
Автор збірок оповідань «Наша слава» (1954), «З вишневих садів» (1955), «Квіти з України» (1958).
- Пасічник М. Дністрові лілеї. Автобіографія в віршах. — Філадельфія: Накладом автора, 1976.- 105 с.
- Пасічник Митро. Квіти з України: оповідання. — Вінніпег, 1958. −124 с.